# Фресініш
Фресініш (рум. Frăsiniș) — село у повіті Караш-Северін в Румунії. Входить до складу комуни Сікевіца.
Село розташоване на відстані 343 км на захід від Бухареста, 64 км на південь від Решиці, 122 км на південь від Тімішоари.

## Населення
За даними перепису населення 2002 року у селі проживали 33 особи, усі — румуни. Усі жителі села рідною мовою назвали румунську.